# Farigia luicana
Farigia luicana är en fjärilsart som beskrevs av William Schaus 1928. Farigia luicana ingår i släktet Farigia och familjen tandspinnare. Inga underarter finns listade i Catalogue of Life.